# Spartoi
Spartoierne er oldtidsbyen Thebens oprindelige fem heroer. Ifølge sagnet dræbte den fønikiske helt Kadmos, da han grundlagde Theben, en drage, der bevogtede en kilde. På gudinden Athenes råd såede han dragens tænder i jorden, og af dem opstod der frygtindgydende krigere, der straks gik til angreb. Kadmos kastede sten mod disse krigere, og de gik derefter til angreb på hinanden. Kun fem af dem overlevede, og de blev byen Thebens første heroer, og fra dem nedstammede byens befolkning.
På grund af deres specielle fødsel kaldtes de for Spartoi, der betyder "de såede".

## De fem Spartoi
- Chthonios
- Echion (spartoi)
- Hypernenor
- Peloros
- Udæos